# 加納一郎
加納 一郎（かのう いちろう、1898年（明治31年）7月19日 - 1977年（昭和52年）7月12日）は、日本の作家、翻訳家、登山家、極地研究家。

## 来歴・人物
大阪の道頓堀に生れる。5、6歳の頃、父の仕事の都合で京都へ転居、少年時代を過ごす。1911年（明治44年）、京都府立第一中学校に入学した。1915年（大正4年）夏、加納に終生の山心を植え付けた恩師の金井千仭に連れられて、級友ら数名と御嶽山、槍ヶ岳に登る。同年、全国の中学に先駆けて山岳部を創設する。
1916年（大正5年）、北海道帝国大学農学部（入学当時は「東北帝国大学農科大学」。在学中の1918年に北海道帝国大学となる）に入学。スキー部に在籍し、板倉勝宣、松川五郎らと登山とスキーに打ち込み、1920年（大正9年）に積雪期の十勝岳、1922年（大正11年）冬季の旭岳などの初登頂を果たす。
1921年（大正10年）、板橋敬一と「山とスキーの会」を結成（命名はスキー部長の並河功）し、日本初の山岳雑誌『山とスキー』を、編集に板倉勝宣、中野政一、松川五郎を加えて発刊するなど、積雪期登山の普及に努めた。この雑誌は編集責任者を代えながら1932年（昭和7年）までに100号が発行された。「山とスキーの会」解散後は、大野精七らがこれを引き継いで｢山と雪の会｣が結成され、機関誌『山と雪』が10号まで発行された。
1923年（大正12年）、北海道帝大農学部林学科を卒業して、国家公務員として北海道庁拓殖部（当時の北海道庁は内務省の直轄機関）に勤務し、余暇には山とスキーに明けくれた。同年、北海道庁長官宮尾舜治の発案で、北海道の山岳観光の啓発を目的に、総裁に長官を置く官製山岳会｢北海道山岳会｣を設立、自身は常務理事として業務にあたった。大雪山黒岳の石室などこの時期に多くの避難小屋が建設された。
1924年（大正13年）、敏子と結婚。この年、多くの山行を共にしたすぐれた山仲間で、人として多くを教えられた板倉勝宣が立山弥陀ヶ原で遭難死する。『山とスキー』26号は板倉の追悼号になっている。
この頃、全日本スキー連盟の発足と連盟規約、スキー競技規則の制定、第1回全日本スキー選手権大会（小樽市）の開催に尽力する。
1927年（昭和2年）、前年に飛行船ノルゲ号で北極海横断飛行に成功したロアール・アムンセンの講演を札幌市で聞き、感銘を受ける。同年、処女作『北海道の山とスキー』（北海道山岳会）を出版。
1928年（昭和3年）、業者の自然破壊に手を貸す役人生活に嫌気がさし、道庁を退職、朝日新聞大阪本社編集局に勤務する。同年、ロック・クライミング・クラブ（Rock Climbing Club、RCC）に入会、藤木九三、西尾一雄、水野祥太郎ら阪神地方の個性的な岳人らと交流した。
1933年（昭和8年）、朋文堂から発行された雑誌『ケルン』の編集同人となり、宮崎武夫、諏訪多栄蔵らと編集にあたった。遠征主義を掲げた編集方針で、ヒマラヤ、極地の情報や資料を盛り込んだ清新な内容であった。この雑誌は1938年（昭和13年）までの5年間に60冊を発行した。1981年（昭和56年）にアテネ書房から復刻版が発行されている。
1938年（昭和13年）、結核のため朝日新聞社を休職（1年後に退職）。肺結核、腎臓結核を相次いで病む。病勢が落ち着いてから原稿を執筆する生活に入る。
1942年（昭和17年） - 1944年（昭和19年）に朋文堂から発刊された季刊誌『探検』1 - 5号の編集責任者を務めた。『アムンゼン探検史』『北極圏と南極圏』『世界最悪の旅』などの翻訳書はこの時期のものである。
1944年（昭和19年）、妻子とともに札幌へ疎開し、北大林学教室（演習林本部）図書室に勤務、本を読みふける。戦後は林業ジャーナリズムの仕事を手掛け、10年間に『林業解説シリーズ』120冊（全127号）を発行、戦後も当時の著名な学者、研究者らの研究で得られた知識・成果を、わかりやすく林業現場に還元・普及することを目的として継続刊行した。林業現場のみならず国民の森林・林業の啓発に大いに貢献した。そのほかに2つの林業雑誌『北方林業』（1949年）、『林』（1952年）の創刊に係わり、編集にあたった。戦後の日本の林業、林学への最大の貢献者であった（渡辺啓吾『北方林業』通巻601号）。
1955年の文部省の南極活動開始以降は『白い大陸ー南極探検物語』『南極へ挑む』など、極地関係の著書、翻訳書を多く発表した。1957年の第1次南極観測隊編成にあたっては、極地研究家として犬ぞりの使用などに関して多くの助言をした。文部省と永田武（東京大学教授）の「南極観測は学者の仕事で探検などというものではない」という意見に対し、加納は「まだ人間が上陸したことのない未知の領域に基地を設置することは探検であり、探検あっての上の観測だ」と主張、第1次観測隊の上陸と越冬を後押しした。
1968年、弟子たちから古稀の祝としてプレゼントされる形で、北極、アラスカ、ネパールへ初めて旅行した。
1972年、札幌を離れて神奈川県藤沢市へ転居する。札幌在住の27年間には自宅「霧藻庵」で多くの著作、翻訳を発表するとともに、極地を目指す若者達を育て、その中から多くの人材を世に送りだした。同年、古希記念事業として探検関係者が総力を結集して、朝日新聞社から朝日講座『探検と冒険』全8巻を刊行した。加納は自身も第6巻『探険』の編集にあたった。
1977年7月12日、心不全のため死去（満78歳没）。満79歳の誕生日まであと1週間だった。
北海道大学山岳部・山の会会員、日本山岳会名誉会員だった。弟子たちの編集による『加納一郎著作集全5巻』（教育社）が、1986年に刊行された。

## 著作

### 単著
- 『北海道のスキーと山岳』北海道山岳会、1927年
- 『氷と雪』梓書房、1929年
- 『極地集誌』朋文堂、1941年
- 『氷雪圏の記録』山と溪谷社、1947年
- 『雪の世界』子供の国、1947年
- 『極地を探る人々』朝日新聞社、1950年
- 『山・雪・探検』河出書房、1955年
- 『未踏への誘惑ー二十五人の極地探検家』朋文堂、1956年
- 『極地の探検・南極』時事通信社、1959年
- 『極地の探検・北極』時事通信社、1960年
- 『北海道開拓秘録』（1 - 4巻）（改訂）時事通信社、1964年
- 『わが雪と氷の回想』朝日新聞社、1969年
- 『極地探検ー未知への挑戦者たち』社会思想社、1970年
- 『山・雪・森ー霧藻庵雑記』岳（ヌプリ）書房、1981年

共著
- 犬飼哲夫と共著『からふといぬー南極へいったソリ犬たち』日本評論新社、1959年

### 翻訳
- ロアルト・アムンゼン『探検史』朋文堂、1942年
- コーリン・ベルトラム『北極圏と南極圏』朋文堂、1942年
- チェリー・ガラード（英語版）『世界最悪の旅（英語版）』朋文堂、1944年
  - 『世界最悪の旅』河出書房新社〈世界探検全集〉、1977年、新版（荻田泰永解説）、2022年
    - 河出文庫、1984年、中央公論新社〈中公文庫〉、2002年。文庫再刊

  - 『世界最悪の旅　悲運のスコット南極探検隊』朝日文庫、1993年 - 完訳版で元版は下記「著作集5」
- マウント・エヴァンス『南極へ挑む』朋文堂、1956年
- ポール・W・フレージャー『南極に挑む』時事通信社、1960年
- フリッチョフ・ナンセン『フラム号漂流記』筑摩書房、1960年
  - 『極北—フラム号北極漂流記』中公文庫、2002年 - 元版は「著作集2」
- ステン・ベルクマン（英語版）『千島紀行』時事通信社、1961年／朝日文庫、1992年
- ジェームス・カルバー『極点浮上ー北氷洋の原子力潜水艦』時事通信社、1961年
- ウィリー・レイ『両極』時事通信社、1963年
- ポール・サイブル『南緯90度』筑摩書房、1967年
- C.G.ブルース『ヒマラヤの漂泊者』「世界山岳名著全集1」あかね書房、1967年
- ローレンス・カーワン『白い道ー極地探検の歴史』社会思想社、1971年

### 雑誌等寄稿
- 「登山と極地探検家」『山岳講座』第3巻、共立社、1936年
- 「ノルデンショルドの欧亜就航記」『山と溪谷』1946年1月号 - ?、山と渓谷社
- 「凍死と凍傷」『山岳講座』第5巻、共立社、1954年
- 「バード伝」『20世紀を動かした人々』第14巻、講談社、1963年
- 「私の見た本多勝一君」『現代の探検』第9号、山と溪谷社、1971年
- 「霧藻庵雑記」『岳人』1972年1月号 - ?、東京新聞出版局、1972年
- 『極地探検と冒険』第6巻、朝日新聞社、1972年

### 全集
- 『探検と冒険』全8巻〈朝日講座〉（加納一郎古希記念出版）朝日新聞社、1972年
- 『加納一郎著作集』全5巻、教育社、1986年

編集委員：北村泰一、堂本暁子、西堀栄三郎、樋口敬二、本多勝一
1.極地の探検、2.訳:フラム号漂流記 ほか、3.北海道の山と雪
4.自然のなかで 、5.訳:世界最悪の旅 - 各・訳書は上記参照

## 雑誌編集
- 『山とスキー 』1 - 100号、山とスキーの会、1921年 - 1930年
- 『ケルン』1 - 60号、朋文堂、1931年 - 1938年
- 『探検』 1 - 5号、朋文堂、1942年 - 1944年
- 『林業解説シリーズ』日本林業技術協会、1949年 - 1959年